# Поповка (Майнский район)
Поповка — село в Майнском районе Ульяновской области России. Входит в состав Игнатовского городского поселения.

## География
Село находится в центральной части Ульяновской области, в зоне хвойно-широколиственных лесов, в пределах Приволжской возвышенности, на левом берегу реки Гущи, на расстоянии примерно 18 километров (по прямой) к югу от Майны, административного центра района. Абсолютная высота — 172 метра над уровнем моря.
Климат
Климат характеризуется как умеренно континентальный, с тёплым летом и умеренно холодной зимой. Среднегодовая температура воздуха — 4 — 4,2 °С. Средняя температура воздуха самого тёплого месяца (июля) — 19,5 °C ; самого холодного (января) — −11,8 °C. Среднегодовое количество атмосферных осадков составляет 310—460 мм, из которых большая часть (242—313 мм) выпадает в тёплый период.
Часовой пояс
Село Поповка, как и вся Ульяновская область, находится в часовой зоне МСК+1. Смещение применяемого времени относительно UTC составляет +4:00.

## История
Основано в конце 17 века.
В 1772 г. построена первая церковь. 
В 1780 году село Поповка, при кудрявом ключе, пахотных солдат, помещиковых крестьян, вошло в состав Тагайского уезда Симбирского наместничества.
С 1796 года в Сенгилеевском уезде Симбирской губернии.
В 1859 году село Поповка в 3-м стане, на скотопрогонной дороге из г. Самары в г. Ардатов, в Сенгилеевском уезде Симбирской губернии, имеется церковь, сельское училище, ярмарка, базар.
На 1900 год в селе было два храма: деревянный и каменный. Деревянный храм построен прихожанами в 1858 г. и обнесён деревянной оградой; престолов в нём три: главный — во имя Живоначальные Троицы, в правом придел — в честь Владимирской иконы Божией Матери и в левом — во имя Архистратига Божия Михаила. Каменный храм построен прихожанами в 1899 г.; престолов в нем три: главный — во имя Живоначальные Троицы, в правом приделе — в честь Владимирской иконы Божией Матери и в левом — во имя Архистратига Бож и я Михаила.
В 1928 году в составе Ульяновского округа был образован Поповский район. Административный центр — с. Поповка. В 1930 году Поповский район упразднён, а территория вошла в состав Майнского района Средне-Волжского края.

## Население
| 2010 |
| ---- |
| 620  |

Национальный состав
Согласно результатам переписи 2002 года, в национальной структуре населения русские составляли 95 % из 761 чел.

### Известные уроженцы
- Полянсков, Юрий Вячеславович — доктор технических наук, профессор, президент (ранее ректор) УлГУ[11].
- Матронин, Василий Иванович — полковник (1943); участник Великой Отечественной войны, Герой Советского Союза (6.4.1945, посмертно).
- Сёмин, Николай Васильевич — российский, советский педагог. Народный учитель СССР (1980).